# Keller Stausee
Der Keller Stausee (Keller See) ist ein Stausee bei Kell am See im Naturpark Saar-Hunsrück und liegt knapp 30 km südöstlich von Trier und knapp 20 km westlich von Hermeskeil im Hunsrück in Rheinland-Pfalz.
Der 13 ha große Stausee ist ein Naherholungsgebiet und ein Anziehungspunkt für Urlaubs- und Tagesgäste. Er liegt inmitten einer Naturlandschaft bei Kell am See. Um den See führt ein Rundweg, der nicht befahren werden darf. Der See besteht aus einem flachen und einem tiefen Bereich. Der flache Teil zwischen dem Ferienpark und dem Reiterhof Fronhof ist 0,5 bis 4 Meter tief. Der andere Bereich zwischen Bootshaus, Castel am See und Staudamm hat eine Tiefe von bis zu zwölf Metern.
Bestehende Verbote sind ein Badeverbot, ein Befahrungsverbot mit privaten Booten (Tretboote können jedoch gemietet werden) sowie das Verbot des Betretens von Eisflächen.
Direkt am See liegt ein Ferienpark (Landal GreenParks), das Seehotel und ein Restaurant.
Unmittelbar beim Kur- und Ferienzentrum Kell am See gibt es ein Freibad.
Der Staudamm ist ein 15 m hoher Erddamm und staut den Lehbach und den Ellersbach auf.
Im Jahr 2011 war der See zudem Austragungsort für die Deutschen Meisterschaften im Barfuß-Wasserski, die im Rahmen der Keller Kirmes stattfanden.

## Entstehungsgeschichte
Der im Jahre 1967 gegründete Verein „Erholungsgebiet Hochwald“ trieb die Entwicklung des Erholungsgebietes voran. In diesem Zuge wurde 1969 mit der Planung des Sees begonnen. Der Stausee entstand innerhalb weniger Jahre, und 1979 erhielt Kell am See das Zertifikat eines staatlich anerkannten Luftkurorts.

## Bilder

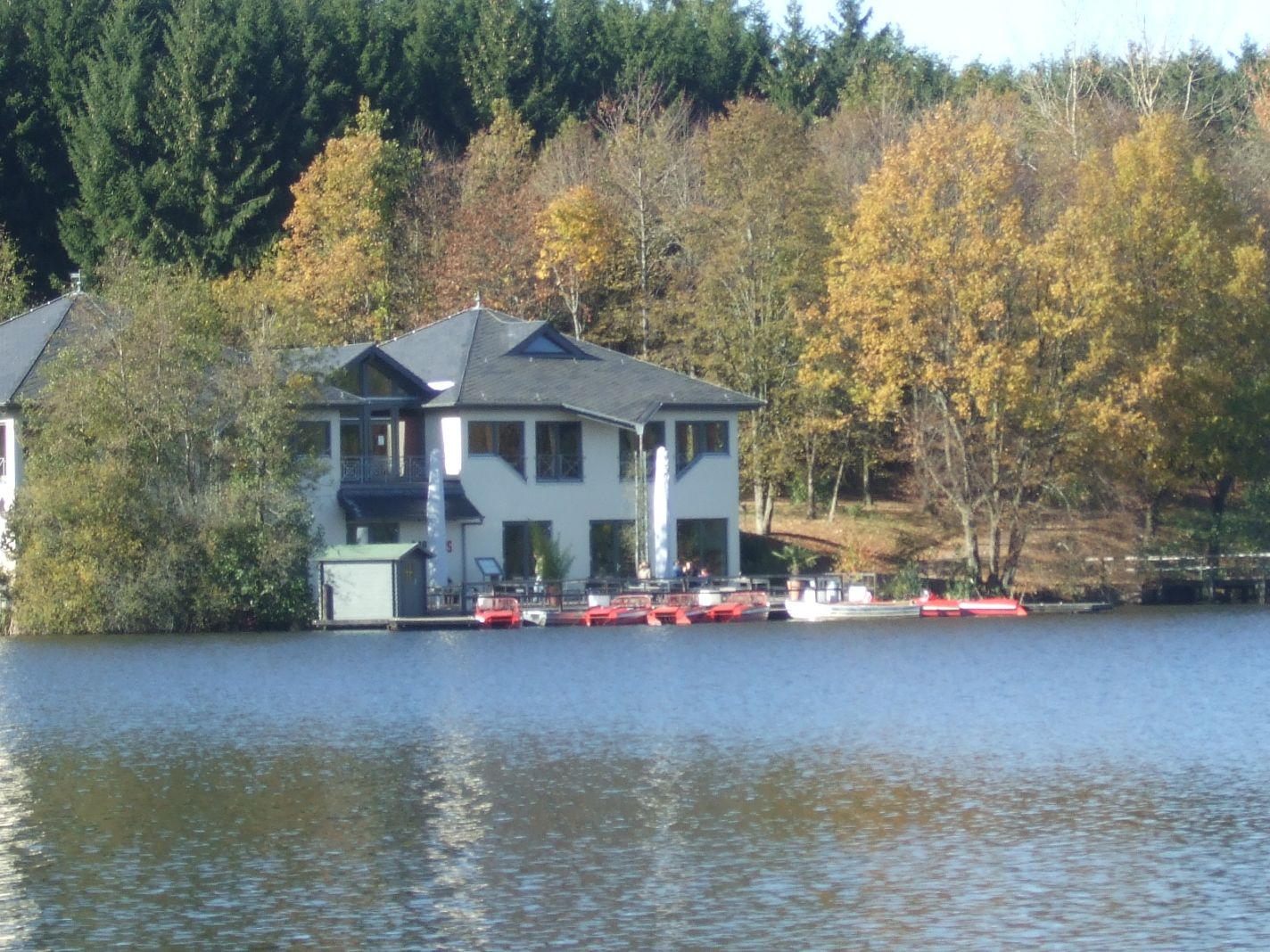
Stausee
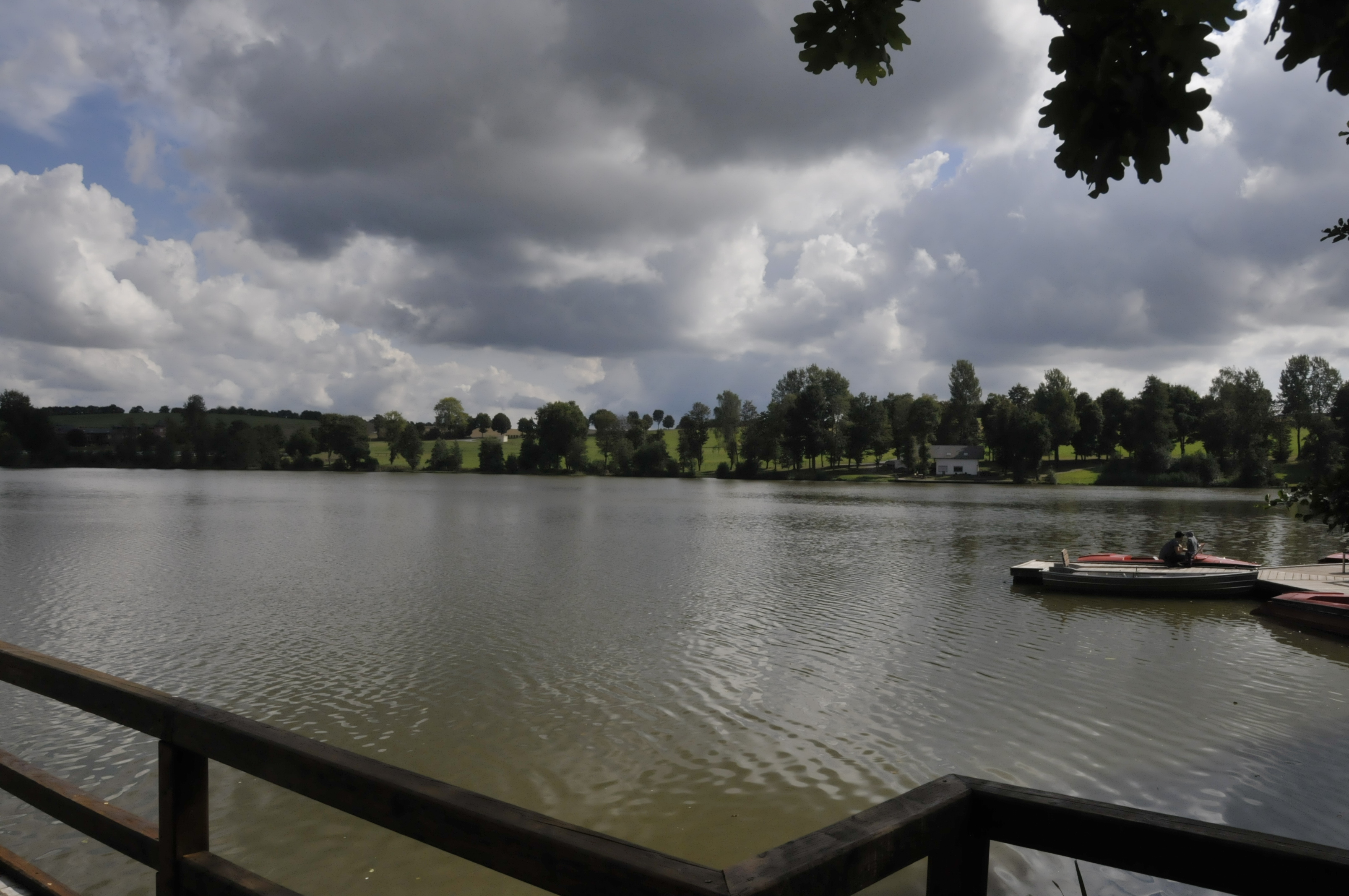
Stausee
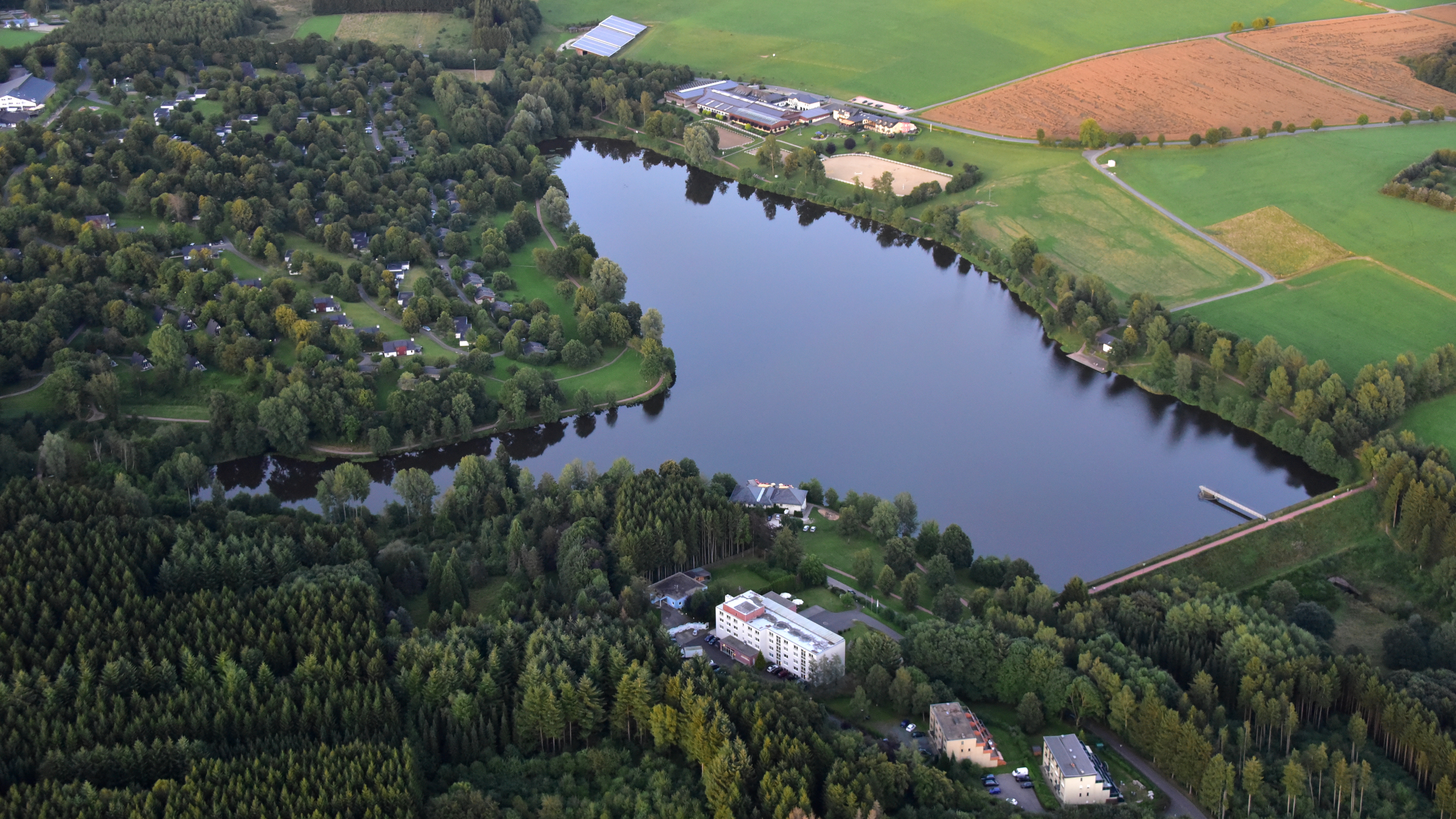
Stausee, Luftaufnahme (2016)